# Espira-de-Conflent
Espira-de-Conflent – miejscowość i gmina we Francji, w regionie Oksytania, w departamencie Pireneje Wschodnie.
Według danych na rok 1990 gminę zamieszkiwały 132 osoby, a gęstość zaludnienia wynosiła 22 osoby/km² (wśród 1545 gmin Langwedocji-Roussillon Espira-de-Conflent plasuje się na 771. miejscu pod względem liczby ludności, natomiast pod względem powierzchni na miejscu 966.). 

## Zabytki
Zabytki na terenie gminy posiadające status monument historique:
- kościół św. Marii (Église Sainte-Marie d'Espira-de-Conflent)